# 33511 Austinwang
33511 Austinwang este o planetă minoră (asteroid), cu un diametru de 2,772 km, din centura de asteroizi. A fost descoperită pe 12 aprilie 1999 la Experimental Test Site⁠(d) de Lincoln Near-Earth Asteroid Research. 
Obiectul prezintă o orbită caracterizată de o semiaxă mare de 2,3912085 UAi, o excentricitate de 0,07, o înclinație de 7,2226 ° în raport cu ecliptica.